# Импости, Габриэлла
Габриэ́лла Эли́на Импо́сти (итал. Gabriella Elina Imposti) — итальянский литературовед, славистка. Профессор русской литературы, заведующая отделением русского языка и литературы Болонского университета.

## Биография
В пятнадцатилетнем возрасте впервые познакомилась в школе с помощью учителя с русскими буквами и русской литературой и затем продолжила изучать русский язык и русскую литературу уже в университете. В университете занялась русским авангардом; дипломная работа Импости была посвящена языковой теории Велимира Хлебникова.
В декабре 2014 года в рамках празднования 250-летнего юбилея Государственного Эрмитажа приняла участие в «круглом столе» «Мировая литература: 50 оттенков заката или перерождение?».

## Научная деятельность
В сферу научных интересов Габриэллы Импости входят теория русского стихосложения начала XIX века, русский романтизм, теория и практика автоперевода. Среди работ Импости — эссе и статьи о Фёдоре Достоевском, Льве Толстом, кинематографе Анджея Вайды.
Соредактор англоязычной версии «Филологического вестника НГУ».